# Haruya Ide
Haruya Ide (født 25. marts 1994) er en japansk fodboldspiller, som spiller for den japanske fodboldklub Montedio Yamagata.